# Портрет Жюльена де Ла Рошенуара
«Портрет Жюльена де Ла Рошенуара», также известный как «Живописец Ла Рошенуар» (фр. Portrait de Julien de La Rochenoire) — пастельная картина французского художника Эдуарда Мане, написанная в 1882 году. На картине изображён Жюльен де Ла Рошенуар, коллега и друг Мане. Картина принадлежит коллекции Музея Гетти в Лос-Анджелесе.

## Описание

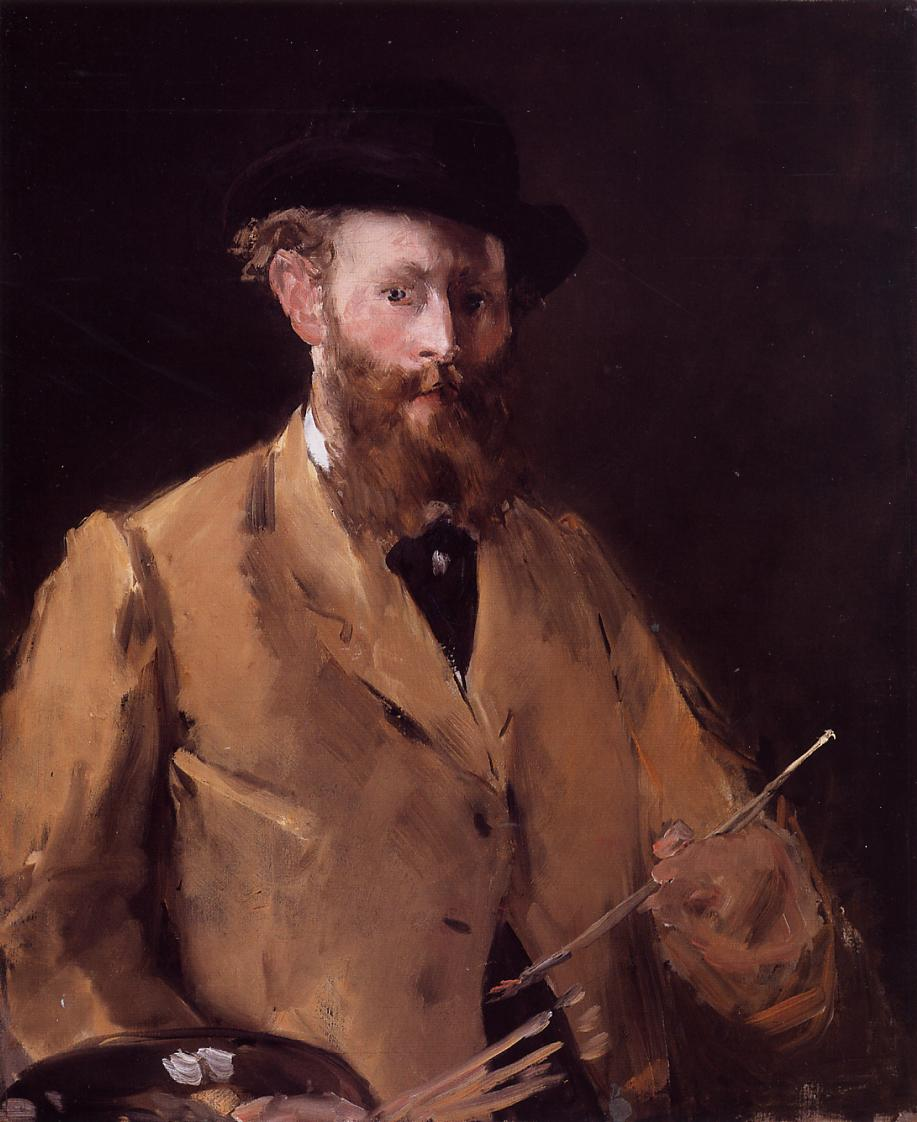
Эдуард Мане «Автопортрет с палитрой», 1879 год

Портрет выполнен в виде бюста, верхняя часть тела которого слегка повернута к левому краю картины. Голова Ла Рошенуара видна в полупрофиль. С едва заметной улыбкой его лицо кажется дружелюбным. Его взгляд направлен не на зрителя, а в точку за левым краем картины. Чёрные усы и кустистые чёрные брови придают его лицу выразительный вид. Волосы менее пышные. На макушке волосы зачесаны на одну сторону, обнажая потерю волос на переходе ото лба к макушке. В области висков уже заметны отдельные седые волоски. Ла Рошенуар одет в чёрно-серый пиджак с широким воротником, под которым надета белая рубашка с воротником-стойкой. Вокруг воротника он повязал чёрно-серую ленту в тон пиджаку. Бросается в глаза отсутствие какого-либо реквизита, по которому можно было бы определить, что натурщик является коллегой-художником. В отличие от автопортрета Мане с палитрой 1879 года, на портрете Ла Рошенуара нет ни кисти, ни палитры.
В отличие от большинства других портретов последних лет жизни, Мане не стал изображать Ла Рошенуар на монохромном фоне. Вместо этого он показывает обои с цветочными мотивами. На фоне бежевых и белых брызг цвета нечетко видны листья или цветы с диким узором, выполненные в светло-голубых и лососёво-розовых тонах. Беспокойный фон подчёркивает оживлённое лицо Ла Рошенуара. Работа Мане над жакетом так же схематична, как и фон. Например, цветные мазки пастельных мелков хорошо видны по левому и правому нижним краям картины. Лицо, напротив, проработано более тонко. В частности, отдельные морщинки вокруг глаз и на лбу прорисованы очень подробно. На лице также изображены различные по цвету участки кожи. Цвет лица чередуется между коричневым и красным. Другие участки, особенно нос и часть лба, почти белые. Это наводит на мысль о луче источника света из левого верхнего угла картины. Картина подписана Мане в правом нижнем углу.

## Пастели Мане с мужскими портретами

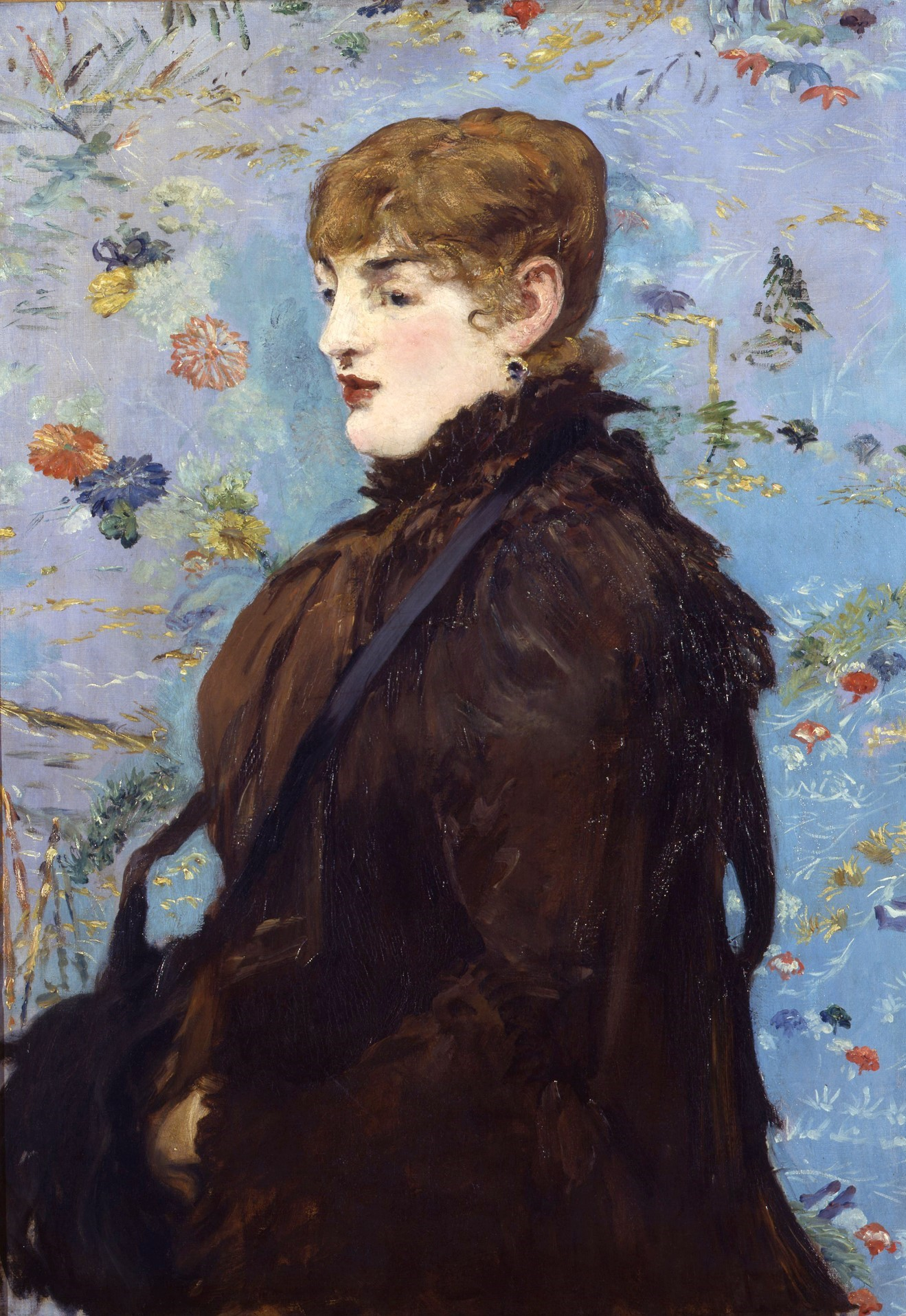
Эдуард Мане «Осень», 1882 год

Всего известно 89 пастельных картин Мане. Из них 57 — женские портреты, и только на двенадцати изображены мужские портреты. По мнению искусствоведа Юлиуса Майер-Грефе, «многие женские портреты в пастели … манерны, безвкусны и приторны, как салонные картины. Мужские портреты избежали этого недостатка». За всю свою карьеру Мане не получил ни одного заказа на портрет. Мужские портреты, выполненные пастелью, — это, насколько известно, портреты друзей и знакомых. Помимо портретов неизвестных молодых людей, в эту серию входят портреты Луи Готье-Латуя, сына друга владельца ресторана, писателей Рене Мизеруа и Джорджа Мура, композиторов Эрнеста Кабанера и Эммануэля Шабрие, врача Мане доктора Матерна, художников Альфонса Мора и Константена Гиса. Большинство портретов поясные, только Рене Мизеруа изображён в полный рост на двух пастельных картинах.
В последние годы жизни Мане из-за болезни не мог ходить и ему было трудно долго стоять. В результате ему пришлось отказаться от прогулок по парижским бульварам, и вместо этого он с удовольствием принимал в своей студии посетителей. Они не только развлекали его, но и иногда служили для него моделями. Ла Рошенуар был одним из давних друзей Мане. Художник, известный прежде всего своими изображениями коров в нормандском пейзаже, неоднократно навещал Мане в его студии на Rue d’Amsterdam, 77, где, вероятно, и был написан портрет Ла Рошенуара. В последние годы жизни Мане неоднократно рисовал пастелью, так как с ней было легче и быстрее работать. Историк искусства Джон Ревальд утверждал, что Мане пробовал некоторые элементы, такие как композиция и цвет, на своих пастельных картинах, чтобы позже воплотить их на своих полотнах уже масляными красками. В портрете Жюльена де Ла Рошенуара Ревальд видит такую подготовительную работу в цветочном фоне, который он перенес на холст в изменённом виде чуть позже на картине «Осень», портрете актрисы Мери Лоран.

## Провенанс
Возможно, картина была подарена Мане натурщику. Ла Рошенуар предоставил картину на мемориальную выставку Мане в Школе изящных искусств в Париже в 1884 году, где она была обозначена просто как портрет. В апреле 1894 года владельцем картины был указан парижский коллекционер Ж. Николя. В том же году картину приобрел арт-дилер Морис Жуайан. Портрет был выставлен в галерее Манзи-Жояна в 1912 году в рамках выставки современного искусства. Примерно в 1955 году следующим владельцем картины стал М. Г. Дорту. Затем портрет приобрёл нью-йоркский арт-дилер Wildenstein & Co, который показал его в своем токийском филиале в 1986 году в рамках выставки «Шедевры французской живописи». В 1987 году Вильденштейн продал картину неназванному коллекционеру, который передал её в постоянное пользование Музею изящных искусств в Бостоне с мая 1987 по октябрь 1996 года. 7 мая 2002 года картина была выставлена на торги в нью-йоркском отделении аукционного дома Christie's. Предыдущий владелец был указан как «европейская частная коллекция». Анонимный новый владелец заплатил на аукционе 779 500 долларов США. В 2012—2013 годах картина экспонировалась в Толедо (штат Огайо) и Лондоне в рамках выставки «Мане, изображающий жизнь» и вновь была указана как принадлежащая частной коллекции. В пресс-релизе от 28 апреля 2014 года Музей Гетти в Лос-Анджелесе объявил о приобретении портрета Жюльена де Ла Рошенуара, не предоставив при этом никакой информации о цене покупки или предыдущем владельце.